# Basildon United F.C.
Câu lạc bộ bóng đá Basildon United là một câu lạc bộ bóng đá có trụ sở tại Basildon, Essex. Đội hiện là thành viên của Isthmian League North Division và thi đấu trên sân Gardiners Close.

## Lịch sử
Câu lạc bộ được thành lập vào năm 1963 với tư cách là một đội trẻ có tên là Armada Sports trước khi trở thành một câu lạc bộ trưởng thành và lấy tên hiện tại vào năm 1967. Câu lạc bộ đã tham gia Combination League của Thurrock Thames cho mùa giải 1967-68, trước khi chuyển sang Reserves Division Two của Greater London League năm 1968. Sau khi kết thúc với vị trí á quân của giải năm 1969-70, đội được thăng hạng lên Reserves Division One. Năm 1971, câu lạc bộ là thành viên sáng lập của Essex Senior League (ESL). Đội về đích với vị trí á quân vào các năm 1972-73, trước khi vô địch giải đấu năm 1976-77. Câu lạc bộ tiếp tục vô địch giải đấu trong ba mùa giải tiếp theo, cũng như giành được League Cup mùa giải 1977-78, trước khi chuyển sang Athenian League năm 1980.
Sau khi về nhì trong mùa giải đầu tiên ở Athenian League, Basildon gia nhập Division Two của Isthmian League cho mùa giải 1981-82. Mùa giải 1983-84 đội vô địch Division Two và được thăng cấp lên Division One. Câu lạc bộ vẫn ở trong Division One cho đến khi bị xuống hạng vào cuối mùa giải 1988-89, khi đứng thứ hai từ dưới lên, và bị giáng xuống Division Two North.
Năm 1991, Basildon rời Isthmian League và trở lại Essex Senior League. Đội đã giành cú đúp danh hiệu giải quốc nội và Cúp Liên đoàn vào mùa giải 1993-94, nhưng không được thăng hạng lên Isthmian League. Câu lạc bộ đã giành được Cúp Liên đoàn lần thứ ba vào mùa giải 1997-98. Sau khi kết thúc với vị trí á quân giải đấu mùa giải 2017-18, đội đã được thăng hạng lên North Division của Isthmian League.

## Sân vận động
Câu lạc bộ đã chơi tại Gloucester Park Bowl từ năm 1967, với số lần tham dự kỷ lục là 4.999 người được thiết lập cho trận đấu đầu tiên của họ với West Ham XI. Sân có chỗ ngồi không có mái che dọc theo một bên của sân, với mái che sau này được xây dựng để tạo khán đài 200 chỗ ngồi. Năm 1970, đội chuyển đến Gardiners Close và sân mới được mở bằng một trận giao hữu khác với West Ham vào ngày 11 tháng 8 trước đám đông 3.600 người, mặc dù họ vẫn tiếp tục chơi các trận đấu có ánh sáng đèn tại Gloucester Park Bowl cho đến khi các dàn đèn được lắp đặt tại Gardiners Close. Một khu vực đứng có mái che được xây dựng ở một bên của sân, nhưng đã bị dỡ bỏ vào cuối những năm 1970; một khán đài mới, tồn tại không kém được xây dựng ở vị trí của nó vào những năm 1980 với ba chỗ ngồi bậc thang. Hai khu vực có mái che cũng được xây dựng ở phía bên kia của sân, một trong số đó có các ghế ngồi được lắp đặt sau khi chúng được di dời khỏi mặt sân Granleigh Road của Leytonstone. Một khán đài khác nhỏ hơn sau đó được xây dựng giữa hai khu vực có mái che để chứa phòng giám đốc.
Đèn pha được lắp đặt vào năm 1979 với chi phí 10.000 bảng Anh và khánh thành trong trận giao hữu với Crystal Palace vào ngày 30 tháng 10, thu hút hơn 2.000 khán giả. Kế hoạch được công bố vào năm 1995 để chuyển đến một sân vận động mới trên Courtauld Road bên cạnh A127; tuy nhiên, các kế hoạch đã bị loại bỏ vào năm 1997 do những phàn nàn về sự phát triển được đề xuất. Gardiners Close hiện có sức chứa 2.000 khán giả, trong đó 400 chỗ ngồi và 1.000 chỗ ngồi có mái che.

## Danh hiệu
- Isthmian League
  - Vô địch Division Two 1983-84
- Essex Senior League
  - Vô địch 1976-77, 1977-78, 1978-79, 1979-80, 1993-94
  - Vô địch Challenge Cup 1977-78, 1993-94, 1997-98
- Essex Senior Trophy
  - Vô địch 1978-79
- League Cup
  - Vô địch 2016-2017

## Kỉ lục
- Thành tích tốt nhất tại Cúp FA: Vòng loại thứ ba, 1983-84, 1998-99[3]
- Thành tích tốt nhất tại FA Trophy: Vòng loại thứ hai, 1985-86[3]
- Thành tích tốt nhất tại FA Vase: Tứ kết, 1980-81[3]
- Kỉ lục số khán giả: 4.999 với West Ham United, giao hữu, 1967[5]